# Вільям Клінґер (вчений)
Вільям Клінґер (англ. William D. Clinger) — професор в коледжі комп'ютерних та інформаційних наук Північно-східного університету. Клінґер відомий своєю роботою над мовами вищого порядку і мовами функційного програмування, і особливо за свій внесок в стандартизацію мови Scheme. Клінґер був редактором Revised Reports on Scheme від другої до п'ятої (R2RS — R5RS), та запрошеним доповідачем про Scheme на ювілейній конференції Lisp50 на честь 50-ліття мови Lisp. Працює в Північно-східному університеті з 1994.

## Дослідження
Отримав докторський ступінь від Массачусетського технологічного інституту під керівництвом Карла Евіта. Тема його докторської стосувалась визначення денотаційної семантики для моделі акторів, яка була моделлю обчислень що спровокувала розробку мови Scheme.
Крім редагування стандартів Scheme R2RS — R5RS, його внеском до мови була розробка компіляторів для двох реалізацій мови: MacScheme, та Larceny.